# Rodrigo Morilla
Rodrigo Martínez Morilla (Madrid; 28 de febrero de 1943-8 de agosto de 2021) fue un futbolista español. Jugaba de delantero y su primer club fue el Rayo Vallecano.

## Carrera
Comenzó su carrera en 1965 en el Rayo Vallecano, donde jugó hasta 1966. A partir de allí pasó al CD Tenerife hasta 1967. Posteriormente, en 1967 fichó por el Deportivo de La Coruña hasta el año 1970, año en el que pasó al CD Puertollano, conocido anteriormente como Calvo Sotelo. Ese mismo año regresó al Deportivo de La Coruña, donde finalmente se retiró en 1971.
Falleció el 8 de agosto de 2021 víctima de un cáncer. Tenía setenta y ocho años.

## Clubes
| Club                   | País   | Año       |
| ---------------------- | ------ | --------- |
| Rayo Vallecano         | España | 1965-1966 |
| CD Tenerife            | España | 1966-1967 |
| Deportivo de La Coruña | España | 1967-1970 |
| CD Puertollano         | España | 1970      |
| Deportivo de La Coruña | España | 1970-1973 |